# Оцуп, Николай Авдеевич
Никола́й Авде́евич О́цуп (23 октября [4 ноября] 1894, Царское Село — 28 декабря 1958, Париж) — русский поэт и переводчик, известен также успешной организаторской и издательской деятельностью в России и в эмиграции (первая волна эмиграции).
По мнению многих исследователей, статья Николая Оцупа «Серебряный век русской поэзии» в издававшемся им журнале «Числа» (Кн. 7—8, Париж, 1933. С.174—178) ввела в обиход термин «Серебряный век» по отношению к русской культуре раннего модернизма.

## Биография
Родился в семье купца Авдия Мордуховича Оцупа (Авдея Марковича, 1858—1907) и Рахили Соломоновны Зандлер (Сандлер, в быту Елизаветы Семёновны и Алексеевны; 1864, Рига — 1936, Берлин), переселившихся в Петербург из Острова в середине 1880-х годов и не позднее 1889 года — в Царское Село. Дед был владельцем лавки скобяных изделий, конской упряжи, стекла, смолы и нефти в Острове. В Царском Селе семья жила в доме Мясникова на Церковной улице, потом в Торговом переулке, 4 (дом барона Штемпеля).
Окончил Царскосельскую Николаевскую гимназию; после окончания, в 1913 году, заложив золотую медаль, уехал учиться в Париж, где посещал лекции Анри Бергсона, оказавшего сильное влияние на молодого Оцупа. Под влиянием Бергсона и Гумилёва начинает писать стихи. По возвращении на родину был зачислен на историко-филологический факультет Императорского Петроградского университета, одновременно проходя воинскую службу в 177-м запасном пехотном полку. В 1916 году женился на Полине Ароновне Уфлянд (в замужестве Оцуп, ?—1928), в то время студентке Петроградского политехнического института; брак распался в 1922 году.
После Октябрьской революции был приглашён Горьким в издательство «Всемирная литература» в качестве поэта-переводчика, где познакомился с Николаем Гумилёвым и Александром Блоком; переводил Р. Саути, Дж. Н. Г. Байрона, С. Малларме. Наряду с Гумилёвым и М. Лозинским был организатором воссоздания «Цеха поэтов», в издательстве которого вышел первый сборник стихотворений Оцупа, «Град» (1921).
После расстрела старшего брата, лингвиста-санскритолога Павла Оцупа, в начале 1920 года и Гумилёва в 1921 году Николай Оцуп принял решение покинуть Россию и осенью 1922 года выехал в Берлин, где содействовал переизданию трёх альманахов «Цеха поэтов» и выпуску четвёртого. Вскоре перебрался в Париж, где выпустил второй стихотворный сборник «В дыму» (1926), послуживший вступлением к следующему произведению Оцупа, поэме «Встреча» (1928). Восточноевропейский институт в Бреслау издал его исследование «Die neueste russische Dichtung» (1930, «Новейшая русская поэзия»).
В 1930 году основал журнал «Числа», посвящённый вопросам литературы, искусства и философии и послуживший стартовой площадкой для многих молодых представителей русской эмигрантской литературы. В 1939 году вышел единственный роман Оцупа, «Беатриче в аду», — о любви богемного художника к начинающей актрисе. Роман носит автобиографический характер, в образе актрисы Дженни Лесли выведена вторая жена Оцупа — актриса Диана Карен (Диана Александровна Рабинович).
Поздней осенью 1939 года был арестован в Сан-Пеллегрино, куда он уехал на лечение из Франции, в ноябре 1940 года переведён в концентрационный лагерь «La Casa Rossa» в Альберобелло («Красный дом»), куда интернировались итальянские и иностранные евреи. Несмотря на многочисленные попытки подтвердить арийское происхождение, из лагеря Оцуп освобождён не был. 6 сентября 1943 года лагерь был закрыт, и Оцуп с остававшимися в нём узниками был 8 сентября переведён в другой лагерь для интернированных евреев в Кастельнуово-ди-Фарфа. Через несколько дней после объявления Италией перемирия с Союзниками карабинеры оставили лагерь и узники разошлись. Зиму 1943—1944 годов Оцуп провёл в бенедиктинском аббатстве Фарфа, весной 1944 года ушёл к партизанам и встретил окончание военных действий в Риме.
По окончании войны начал преподавать в парижской Эколь Нормаль, где в 1951 он защитил докторскую диссертацию, посвященную Н. Гумилёву, первую значительную научную работу о поэте; подготовил к печати том «Избранного» Гумилёва. В 1950 году выпустил монументальный «Дневник в стихах. 1935—1950», поэму лирико-эпического плана, написанную десятистрочными строфами и призванную передать определяющее свойство эпохи — её эклектизм, исключающий возможность последовательного энциклопедичного обзора века. Последняя прижизненно опубликованная работа — пьеса в стихах «Три царя» (1958).
Скоропостижно скончался от «разрыва сердца» (инфаркт миокарда); похоронен на русском кладбище Сент-Женевьев-де-Буа. В 1961 году в Париже его вдовой Дианой Оцуп был издан посмертный двухтомник стихотворений Оцупа «Жизнь и смерть», а также два сборника его исторических и публицистических работ. В России наиболее полное издание вышло в 1993 году (Океан времени. СПб, Logos).
«Его стихи ведут от описания к размышлению, бывают — в основном, в поэмах и стихотворном дневнике — подробны и повествовательны. В них русская литература всегда становится предметом размышлений или объектом для сравнения. Дантовская Беатриче, о которой Оцуп говорит в стихах, романе и статьях, являет для него «самый смелый синтез философии, богословия и реальнейшей здешней человеческой любви» («Литературные очерки», с. 136).
Подробная биография, история семьи и семейное древо приведены в книге Рудольфа Оцупа «Оцупы — моя семья».

## Семья
- Брат — Сергей Авдеевич Оцуп (1886—1974), военный инженер, немецкий и испанский кинопродюсер, коллекционер икон, меценат; муж звезды немого кино Александры Зориной.
  - Племянник — Педро Оцуп (исп. Pedro Otzoup, 1918—2000), испанский архитектор, построивший немало особняков на острове Майорка (Cala Fornells[нем.]).
- Брат — Георгий Раевский, поэт.
- Брат — Александр-Марк Авдеевич Оцуп (1882—1948), горный инженер и поэт, публиковавшийся под псевдонимом Сергей Горный.
  - Племянница — канадский балетмейстер Людмила Ширяева.
- Брат — Павел Авдеевич Оцуп (1891—1920), филолог-санскритолог.
- Брат — Михаил Авдеевич Оцуп (псевдоним Снарский, 1887—1959), журналист и фоторепортёр.
- Сёстры — Евгения (в замужестве Файнман[26][27], 1889—1942, убита с семьёй в Рижском гетто) и Надежда Оцуп (1901—1958), врач, с 1937 года находилась в лагерях и ссылке[28].
- Двоюродные братья — фотографы Хацкель Абелевич (Александр Адольфович) Оцуп (1878—1920), Пётр Адольфович Оцуп (1883—1963) и Иосиф Адольфович Оцуп (1875—1934).
- Дядя — Макс Левинович Шенфельд, психиатр[12].
- Первая жена (1916—1922) — Полина Ароновна Уфлянд (в замужестве Оцуп, ?—1928).
- Вторая жена — Диана Александровна Оцуп (урождённая Рабинович, 1897—1968), киноактриса и режиссёр, известная под псевдонимом «Диана Каренне».

## Сочинения

### Книги
- Град. — 1921, 2-е изд. — Berlin, 1922, репринт Letchworth, 1976
- В дыму. — Paris, 1926
- Встреча. — Paris, 1928
- Die neueste russische Dichtung. — Breslau, 1930
- Беатриче в аду: Роман. — Paris, 1939
- Дневник в стихах, 1950
- Три царя: Пьеса. — Paris, 1958
- Современники: Статьи. — Paris, 1961
- Литературные очерки. — Paris, 1961
- Океан времени: Стихотворения. Дневник в стихах. Статьи и воспоминания о писателях. — СПб.: Logos; Голубой всадник, Дюссельдорф. 1993.

### Публикации
- Ковчег: Поэзия первой эмиграции. / Сост., авт. предисл. и коммент. В. Крейд. — М.: Политиздат, 1991. — С.247—265. — 511 с.

### Собрание сочинений
- Жизнь и смерть. В 2-х томах. — Paris, 1961